# Miconia valerioana
Miconia valerioana là một loài thực vật có hoa trong họ Mua. Loài này được (Standl.) Wurdack mô tả khoa học đầu tiên năm 1975.